# 檁

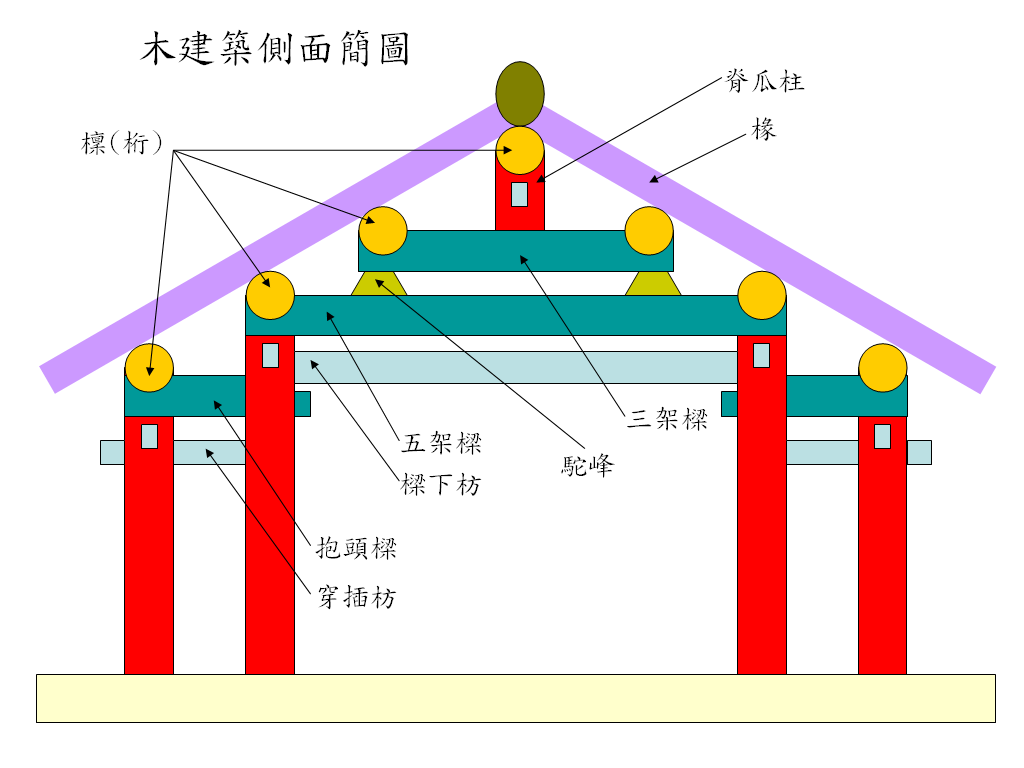
木建築主要組件名稱，側面簡圖

檁，亦稱為桁、桁条、檩子、檩条，唐宋时称槫，是建築物中的水平結構件，平行於建築物的正面，垂直於樑。屋檐的椽木，是垂直地架在檁之上的。

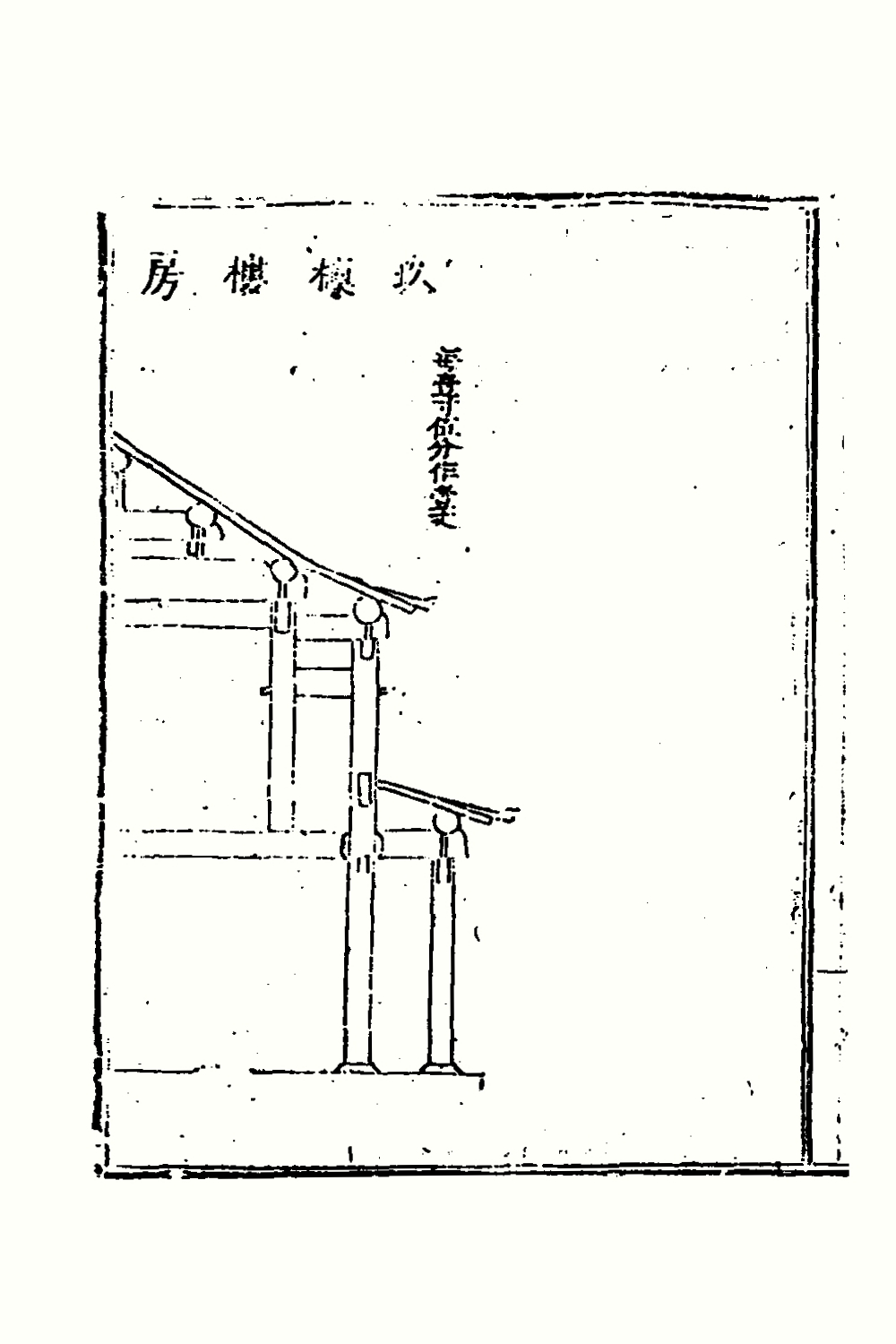
《工程作法》九檩楼房
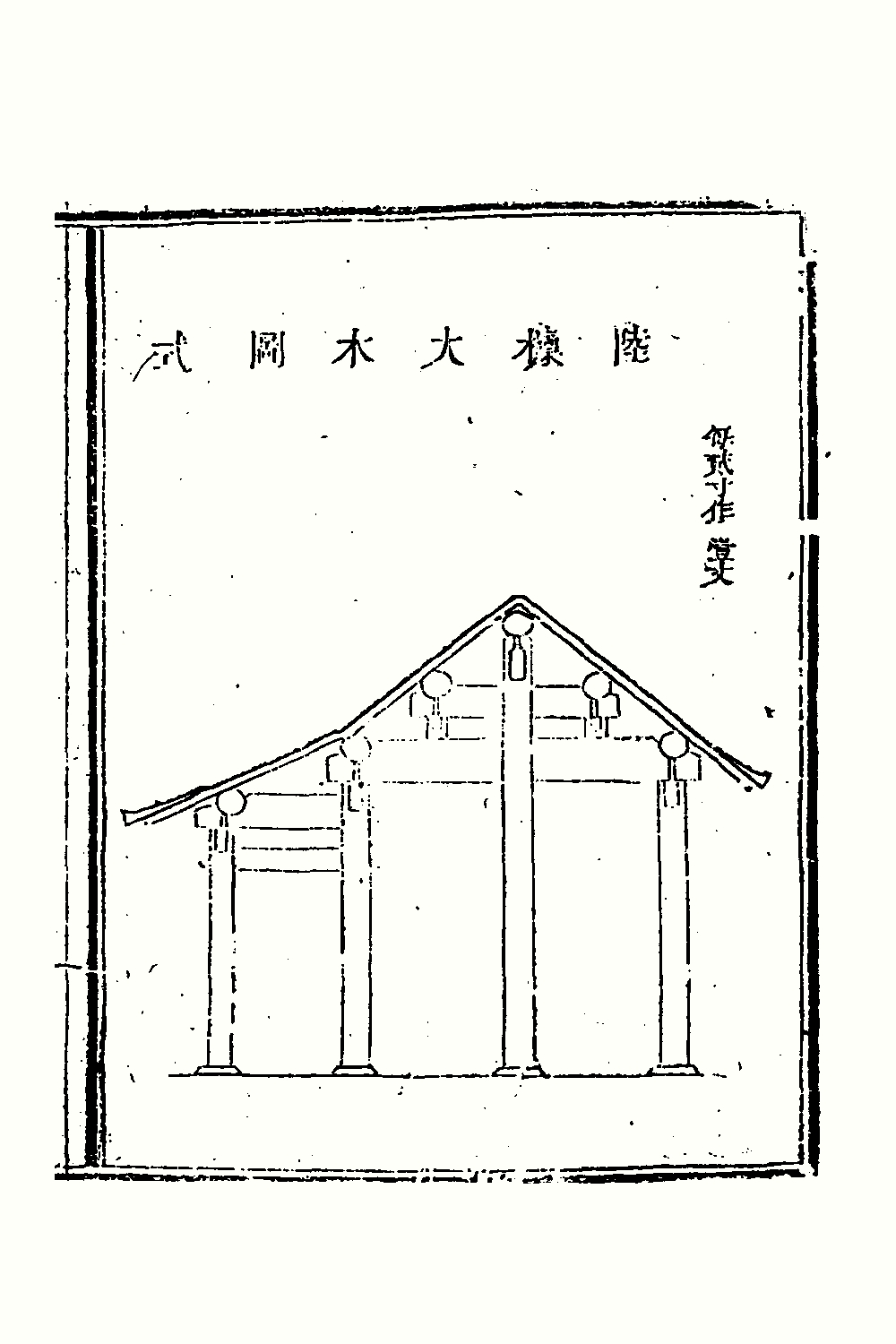
《工程作法》六檩楼房